# Hordókaktusz
A hordókaktusz (Ferocactus) a szegfűvirágúak (Caryophyllales) rendjébe sorolt a kaktuszfélék (Cactaceae) családjának egyik nemzetsége mintegy 35 fajjal.

## Származása, elterjedése
USA déli részétől Közép-Mexikóig honos.

## Megjelenése, felépítése
A fajok többsége nagyra nő, egyesek (pl. a mexikói mészkaktusz) nagyon idős korukra a 3 m magasságot is elérhetik. Szára lehet nyomott gömbölyded, lehet zömök oszlop, de tipikusan hordó alakú. A szár erőteljes bordái vaskosak, egyenesen lefutók, egyesek  (pl. Ferocactus hamatacanthus ssp. sinuatus) bordái dudorosan szemölcsösek. 
Erős tövisei horgasak, vad, félelmetes kinézetűek. Egy középtövisük rendszerint hosszabb, erősebb és nem ritkán laposabb a többinél.
Többnyire nagy, széles kehely, harang vagy tölcsér alakú, változatos (a leggyakrabban sárga vagy ibolya)színű virágai a tenyészcsúcs körül nyílnak — areolánként mindig csak egy virág. A virágzó areolák csupaszok. Az önsteril virágok enyhén illatosak. A virágcsövet feltűnő pikkelyek borítják. A spirálisan elrendezett külső és a belső lepellevelek nem különülnek el. Ugyancsak spirálisan állnak a porzók, amelyek a virágcső belső megvastagodott falából, a bibeszál és a belső lepellevelek alapja közötti területen fejlődnek tömegesen. A bibeszál viszonylag rövid, a felső része vaskos, a bibefej többágú. A virágrészeket a porzószálak gyűrűje választja el.
Nektárt rejtő és kiválasztó mirigyeket, úgynevezett „extraflorális mirigytöviseket" is fejleszt. Ezekből a mirigytövisekből nyáron és ősszel cukros nedvet választ ki; ezzel csalogatja a virágait beporzó rovarokat. A lakásban és üvegházban tartott növényekről ezt a bevonatot le kell mosni, mert könnyen megtelepszik rajta a penész.
A termés alakja gömbölyűtől az oválisig változik. A Ferocactus fajsorban a termés vastag falú, éretten száraz, alapjánál felrepedő. A Bisnaga fajsor ehető gyümölcse a sárga, ragacsos felületű bisnaga. Ez leves, édes és nem vagy szabálytalanul nyílik fel.
A magja lapított ovális, 1,4-2,4 mm hosszú, feketésbarna. Fényes, felszíni domborulatai lapítottak vagy részben konkávok.

## Életmódja, termőhelye
Sivatagos, félsivatagos területek lakója és ennek megfelelően fényigényes. Nyáron virágzik, gyümölcsét őszre érleli be (van néhány rövidnappalos, ősszel vagy télen virágzó taxon is, pl. Ferocactus latispinus ssp. latispinus, Ferocactus latispinus ssp. spiralis).
Hosszú életű, akár több száz évet is megérhet. Nagyon lassan nő, alakja eközben egyre oszloposabb lesz.
A legtöbb faj példányai jellemzően magánosak, el nem ágazók. A néhány kivétel:
- idősebb korban sarjakat nevelhet:
  - a kék hordókaktusz (Ferocactus glaucescens) és
  - a mexikói mészkaktusz (Ferocactus pilosus);

- csoportosan nő.
  - a Ferocactus flavovirens és
  - a Ferocactus robustus;

telepeik akár 2 m átmérőt is elérhetik.

## Rendszertani felosztása
A nemzetséget két fajsorra bontják; néhány faj besorolása bizonytalan.
1. Ferocactus fajsor
- Ferocactus acanthodes
- Ferocactus alamosanus (ez egyes szerzők szerint a Bisnaga fajsor tagja)
- Ferocactus chrysacanthus
- Ferocactus diguetii
- Ferocactus emoryi
- Ferocactus fordii
- Ferocactus gracilis
- Ferocactus herrerae
- Ferocactus peninsulae
- mexikói mészkaktusz (Ferocactus pilosus)
- Ferocactus pottsii
- Ferocactus robustus
- Ferocactus tiburonensis
- Ferocactus townsendianus
- Ferocactus viridescens
- horgas tövisű hordókaktusz (Ferocactus wislizeni)

2. A Bisnaga fajsorban két csoportot különítenek el.
2.1. Glaucescens csoport:
- Ferocactus alamosanus (ez egyes szerzők szerint a Ferocactus fajsor tagja)[1]
- Ferocactus echidne
- Ferocactus flavovirens
- kék hordókaktusz (Ferocactus glaucescens)
- tövishagyó hordókaktusz (Ferocactus schwarzii)[2]

2.2. Latispinus csoport:
- Ferocactus haematacanthus
- Ferocactus hamatacanthus
- Ferocactus histrix
- Ferocactus latispinus
- Ferocactus macrodiscus

Csoportba sorolása bizonytalan:
- Ferocactus recurvus
- Ferocactus lindsayi